# Prikazy

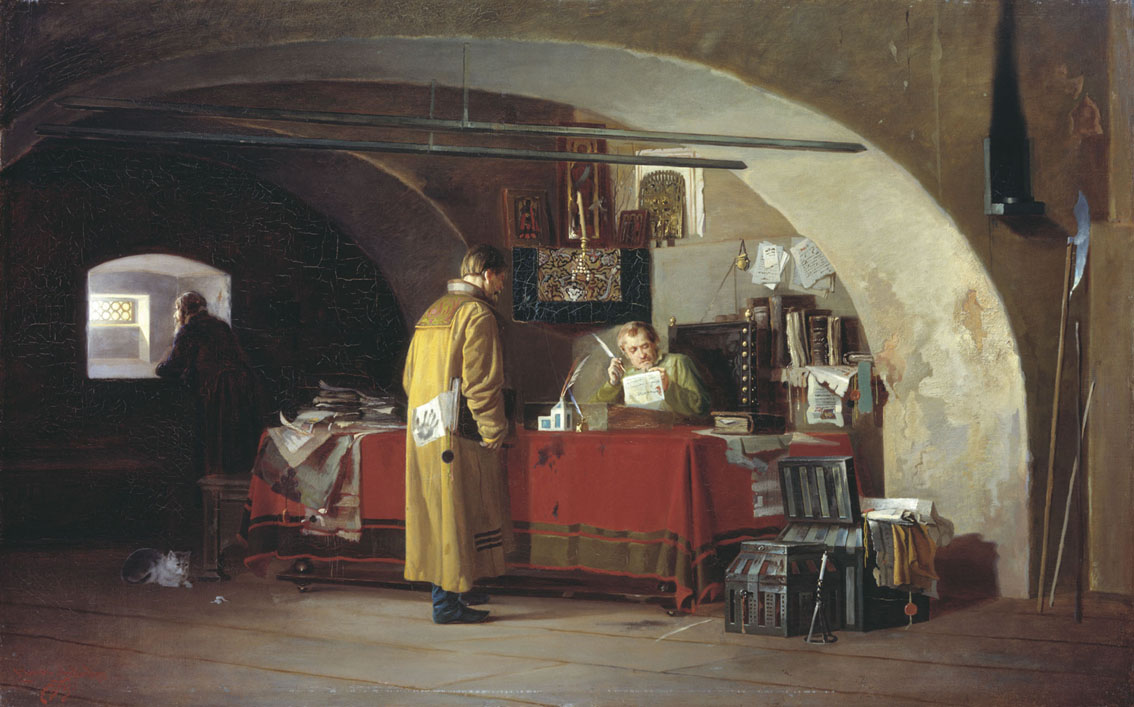
Obraz Prikaz w Moskwie

Prikazy (ros. приказы) – dawne państwowe urzędy centralne w Rosji, funkcjonujące od XV do XVIII wieku, będące odpowiednikami współczesnych ministerstw. Na czele prikazów stali bojarzy. Każdy prikaz miał swoją kancelarię kierowaną przez diaka, któremu podlegało do 50 poddiaków zajmujących się biurokracją. Znaczny rozwój prikazów nastąpił w XVI i XVII wieku. W latach 1717-1720 Piotr I zastąpił je kolegiami.

## Rodzaje prikazów
- Prikaz Spraw Wojskowych (razriadnyj) – zajmował się rekrutacją do wojska, ewidencjonowaniem żołnierzy, przeprowadzaniem przeglądów oddziałów oraz aktualizacją wykazów ludzi udających się na wyprawy z carem;
- Prikaz Dóbr Ziemskich (pomiestnyj) – odpowiedzialny za rozdawanie majątków ziemskich w ramach nagrody za służbę, prowadzenie wykazu rozdanych majątków, nadzorowanie działalności gospodarczej szlachty w nadanych posiadłościach, ściąganie podatków z włości oddanych w użytkowanie oraz rozstrzyganie sporów o ziemie;
- Prikaz Skarbowy (kazionnyj) – zarządzał ściąganiem danin od poddanych, wypłatą pensji pracownikom, pozyskiwaniem funduszy na wyprawy wojenne oraz przeprowadzaniem reform pieniężnych;
- Prikaz Poselski (posolskij) – zajmował się zatwierdzaniem projektów ustaw, reform i nowych praw oraz kształtowaniem polityki zagranicznej;
- Suplik (czełobitiennyj);
- Prikaz Wielkiego Dworu (bolszowo dworca);
- Prikazy Arsenalskie, Uzbrojenia, Puszkarskie, Spraw Kamiennych – odpowiadały za zaopatrywanie wojska w broń, jej produkcję oraz zarządzanie fortyfikacjami;
- Prikaz do Spraw Rozbojów – nadzorował pracę starostów, zajmował się przestępstwami. Później wyodrębniono w jego ramach także Prikazy Ziemski, Chołopi, Moskiewski i Włodzimierski (dwa ostatnie miały charakter sądowy).